# Carl-Heinrich von Stülpnagel
Carl-Heinrich von Stülpnagel (Berlín, 2 de enero de 1886 - Prisión de Plötzensee, 30 de agosto de 1944) fue un general de la Wehrmacht que participó en la invasión de la Unión Soviética. Estuvo a cargo de las fuerzas de ocupación en Francia y fue conspirador y partícipe del atentado del 20 de julio de 1944.

## Biografía
Carl-Heinrich von Stülpnagel nació en Berlín en 1886, ingresó al Ejército en 1904 y sirvió durante la Primera Guerra Mundial como oficial del Estado Mayor General. Después de la guerra no abandonó el ejército y se alistó  en la Reichswehr ascendiendo a capitán en 1924 y luego a mayor en 1925.
En 1936 había alcanzado el grado de teniente general y fue nombrado Jefe Adjunto del Estado Mayor OKW.
Desde el 20 de diciembre de 1940, durante la Segunda Guerra Mundial, Stülpnagel estaba a cargo del XVII Ejército y recibió órdenes de avanzar como parte del Grupo de ejércitos Centro hacia Crimea durante la Invasión de la Unión Soviética, obteniendo importantes victorias en Uman junto al I Ejército Panzer y en la conquista de Kiev en coordinación con el VI Ejército de Walther von Reichenau. En esta etapa, Stülpnagel tuvo participación en crímenes de guerra contra la población civil, colaborando activamente con el VI Ejército Alemán y brindando apoyo a los grupos de exterminio Einsatzgruppen C y sus Sonderkommandos al mando de Otto Rasch.

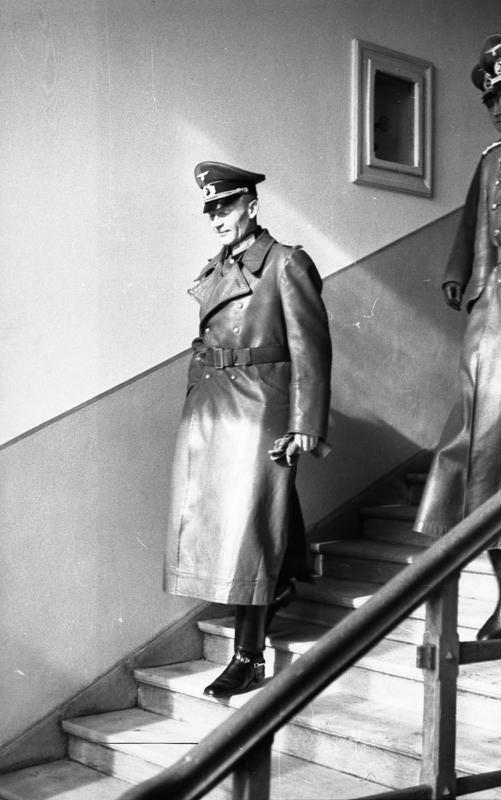
El general Stülpnagel en su cuartel del XVII Ejército en Polonia (1940).

Fue relevado con honores por el general Hermann Hoth en octubre de 1941, y asignado como jefe militar de las fuerzas a cargo de la Francia ocupada con sede en París.

### Atentado del 20 de julio
Stülpnagel se había decepcionado del régimen nazi desde la Crisis de los Sudetes. Después de un tiempo de pasividad, tomó contacto con el círculo conspirador del ejército a cargo del general Olbritch, mediante el enlace con su ayudante, el coronel Caesar von Hofacker. Su misión  para el 20 de julio era específica: tomar el control de las SS y del cuartel general de la Wehrmacht en París en coordinación con las acciones del coronel Claus von Stauffenberg en Wolfsschanze, Prusia oriental.
El 20 de julio de 1944, Stülpnagel dio orden de reunir a los miembros de la Gestapo y oficialidad de las SS en su cuartel en París y apresarlos. Cuando fracasó el golpe de Estado contra Hitler, el mariscal Günther von Kluge —desmarcándose cínicamente de su participación— dio contraórdenes liberando a los prisioneros y Stülpnagel fue incapaz de convencerle de que prosiguiera con la Operación Valkiria. Kluge le brindó la oportunidad del suicidio honroso y Stülpnagel hizo el intento el 21 de julio a orillas del río Mosa en Verdún; pero el disparo a la cabeza solo lo dejó ciego. Fue apresado y durante su cautiverio, en medio de un delirio en un interrogatorio, vociferó el nombre del mariscal Erwin Rommel, implicándolo.
Fue juzgado por el Tribunal del Pueblo presidido por Roland Freisler, encontrado culpable de alta traición y ejecutado mediante cuerdas de piano y gancho de carnicero en la prisión de Plötzensee, el 30 de agosto de 1944.

## Condecoraciones
- Cruz de Hierro 2.ª Clase 1914 (Eisernes Kreuz 1914, II. Klasse)
- Cruz de Hierro 1.ª Clase 1914 (Eisernes Kreuz 1914 I Klasse).
- Broche de la Cruz de Hierro 1939 de 2.ª Clase (1939 Spange zum Eisernen Kreuzes 2. Klasse 1914).
- Broche de la Cruz de Hierro 1939 de 1.ª Clase (1939 Spange zum Eisernen Kreuzes 1. Klasse 1914).
- Cruz Hanseatica de Hamburgo (Hanseatenkreuz Hamburg).
- Cruz de Honor de Combatiente del Frente 1914-1918 (Ehrenkreuz für Frontkämpfer 1914-1918)
- Placa de herido 1918 en bronce (Verwundetenabzeichen 1918 en Bronce)
- Cruz de Caballeros de la Cruz de Hierro (Ritterkreuz des Eisernen Kreuzes) – 21 Ago 1941.
- Medalla de Servicios de las Fuerzas Armadas de Cuarta Clase 4 años (Wehrmacht-Dienstauszeichnung 4. Klasse, 4 Jahre)
- Medalla de Servicios de las Fuerzas Armadas de 3.ª Clase 12 años (Wehrmacht-Dienstauszeichnung 3. Klasse, 12 Jahre)
- Cruz de Servicios de las Fuerzas Armadas de 1.ª Clase 25 años (Wehrmacht-Dienstauszeichnung 1. Klasse, 25 Jahre)
- Medalla por valentía de Hessen (Hessische Tapferkeitsmedaille o Allgemeines Ehrenzeichen (Hessen)
- Orden de Enrique el León del Ducado de Brunswick de Cuarta Clase (Brunswick Herzoglicher Orden Heinrichs des Löwen, 4. Klasse)
- Cruz del Caballero con Espadas de la Orden de la Casa Hohenzollern (Ritterkreuz des Königlichen Hausordens von Hohenzollern mit Schwertern).
- Cruz al Mérito Militar de Austria de 3.ª Clase con insignia de guerra (Österreichisches Militär-Verdienstkreuz, 3. Klasse mit Kriegsdekoration)
- Cruz alemana en plata (Deutsches Kreuz in Silber)
- Cruz al Mérito de Guerra de 2.ª Clase con Espadas (Kriegsverdienstkreuz 2. Klasse mit Schwertern)
- Cruz al Mérito de Guerra de 1.ª Clase con Espadas (Kriegsverdienstkreuz 1. Klasse mit Schwertern)
- Orden al Valor de Bulgaria, Cuarta Clase 2.º Grado (Bŭlgarski voenen orden za khrabrost 4-ti klas, 2-ra stepen)